# Pepillo II
José García Castro dit Pepillo II (né le 10 juin 1934, et mort en 2003) est un footballeur espagnol. Il joue au poste d'attaquant.

## Biographie
Il fait ses débuts avec le club de l'UD Melilla en deuxième division. Il joue ensuite au FC Séville, club avec lequel il est vice-champion d'Espagne en 1957, et finaliste de la Coupe d'Espagne en 1955. Il dispute avec cette équipe la Coupe des clubs champions européens 1957-1958, où son club s'incline en quart de finale face au Real Madrid. 
Il joue ensuite au Real Madrid pendant deux saisons et demie. Avec le Real, il est l'auteur d'un quintuplé en championnat lors de la réception du club d'Elche CF, en février 1960. Le Real s'impose sur le score de 11-2. En revanche, il ne joue pas la finale de la Coupe des clubs champions européens 1959-1960 remportée par le Real.
Il tente ensuite une expérience en Argentine à River Plate, puis revient en Espagne à Majorque, puis Málaga. 
Il dispute un total de 175 matchs en première division espagnole, inscrivant 78 buts, et 119 matchs en deuxième division espagnole, marquant 54 buts. Il réalise sa meilleure performance lors de la saison 1956-1957, où il inscrit 15 buts en première division avec le FC Séville.
Au sein des compétitions continentales européennes, il dispute un total de quatre matchs en Coupe d'Europe des clubs champions, pour deux buts.
Il est nommé au Ballon d'or 1956.

## Palmarès
- Championnat d'Espagne (1) :
  - Champion : 1961 et 1962 avec le Real Madrid
  - Vice-champion : 1957 avec le FC Séville ; 1960 avec le Real Madrid

- Coupe d'Espagne (0) :
  - Finaliste : 1955 avec le FC Séville